# Banco de Previsión Social
El Banco de Previsión Social (BPS) es el ente autónomo encargado de la seguridad social en Uruguay. Tiene como fin la coordinación, organización y ejecución de  los servicios estatales de previsión social y seguridad social.
El BPS es miembro de la Conferencia Interamericana de Seguridad Social, organismo internacional técnico y especializado, que tiene el objetivo de fomentar el desarrollo de la protección y seguridad social en América.

## Antecedentes
Uruguay fue uno de los primeros países de América Latina en contar con un sistema de seguridad social, junto con Argentina, Brasil, Chile y Cuba. Sin embargo, fue el resultado de un proceso largo y complejo, que comenzó desde los primeros años de vida independiente del país. Este sinuoso proceso se vio finalmente coronado a inicios del [siglo XX por la creación de varias cajas de jubilaciones: Caja Escolar (1896-1934), Caja Civil (1904-1934, 1948-1967), Caja Militar (1911), Caja de Empleados de Servicios Públicos (1919), Caja de Empleados del Jockey Club (1923), Caja de Empleados Bancarios (1925), Caja de Industria y Comercio (1928-1934, 1948-1967), Caja de Industria, Comercio y Servicios Públicos (1934-1948), etc. En 1919 se aprobó una ley de pensiones a la vejez. Finalmente, la Constitución de 1967 institucionalizó el Banco de Previsión Social, que unificó las cajas más numerosas en cantidad de afiliados: Civil, Industria y Comercio, y Rural.
Durante los años de la Dictadura cívico-militar el Banco de Previsión Social fue sustituido por la Dirección General de la Seguridad Social mediante el Acto Institucional N° 9, del 23 de octubre de 1979. Finalmente la institución recuperaría su denominación anterior tras la aprobación de la ley N° 15.800, del 17 de enero de 1989.

## Cometidos
De acuerdo a la Ley, el Banco de Previsión Social tiene como cometidos coordinar los servicios estatales de previsión social y organizar la seguridad social. Sus competencias específicas son:
1. Conceder los servicios, préstamos y beneficios que la ley pone a su cargo.
2. Recaudar y fiscalizar los tributos que le correspondan y administrar sus recursos.
3. Propiciar ante el Poder Ejecutivo, leyes relativas a su especialidad orgánica, pudiendo ser oído, acerca de todo proyecto o iniciativa de la ley referente a Seguridad Social.
4. Proponer al Poder Ejecutivo, la fijación del monto de las prestaciones a su cargo y ajustar en forma provisoria o definitiva, según el caso, las asignaciones de jubilación y pensión a su cargo.
5. Propiciar la unificación y armonización de la legislación vigente sobre la materia de su competencia, articulando los textos únicos correspondientes.
6. Llevar el registro de historias laborales y los demás registros y cuentas de sus afiliados activos, pasivos y contribuyentes, de acuerdo a las leyes y reglamentaciones pertinentes.
7. Celebrar convenios de pago con sus deudores de los sectores público y privado de conformidad con las leyes y reglamentaciones en la materia.
8. Conceder préstamos amortizables a sus afiliados quedando autorizado para fijar las condiciones de los mismos y las retenciones que correspondan.
9. Implantar programas y llevar a cabo acciones específicas tendientes a la promoción y desarrollo individual y social de sus beneficiarios, en especial del niño, la mujer y el joven.
10. Propender a la rehabilitación psicofísica e integración social del anciano y la readaptación del trabajador con pérdida de la capacidad laboral.
11. Instalar y fomentar la creación de hogares colectivos para el amparo y asistencia integrales del anciano, así como colaborar financieramente mediante la prestación de servicios con los ya existentes.
12. Acordar con los entes autónomos de enseñanza la concesión de becas de estudio para hijos de afiliados activos y pasivos de escasos recursos, que se hayan distinguido por sus condiciones y aptitudes, en la forma que establezca la reglamentación.
13. Convenir con otros organismos públicos el suministro de bienes y servicios a sus afiliados, con la finalidad de complementar las prestaciones del sistema.
14. Organizar y administrar, con independencia del patrimonio del Ente, regímenes de previsión complementarios del sistema general de adscripción voluntaria, sobre la base del financiamiento por parte del beneficiario.
15. Constituir y organizar, con independencia del patrimonio del ente y en régimen de derecho privado, actuando solo o en forma conjunta con instituciones financieras del Estado, una entidad administradora de fondos de ahorro previsional.[6]

## Actividades
El Banco de Previsión Social brinda servicios, préstamos y prestaciones tales como jubilaciones, pensiones no contributivas a la vejez, asignaciones familiares, pensiones por invalidéz, subsidios para cuidados, adjudicación de viviendas y subsidios de alquiler para pasivos, subsidios por desempleo, enfermedad y maternidad/paternidad. En el año 2021 el acceso a jubliaciones contributivas para los mayores de 65 años de edad se encontraba en 97%, respecto a un 40% promedial para la región.  
El Instituto recauda y gestiona tributos tales como las contribuciones de trabajadores y empresas al sistema de seguridad social y al Fondo Nacional de Salud. Lleva el registro de la historia laboral y otros registros de sus afiliados pasivos, activos y cotizantes, como el registro de empresas activas conjuntamente con la Dirección General Impositiva.

## Financiamiento
Originalmente concebido para funcionar por el concepto de solidaridad intergeneracional, en un país con muchos trabajadores, se suponía que hubiese 4 trabajadores aportantes por cada jubilado o pensionista; sin embargo, a lo largo de las décadas fue decayendo esta proporción, hasta hacerse crítica. Durante la dictadura cívico-militar, y con la denominación de Dirección General de la Seguridad Social, este organismo fue reformado según las disposiciones del Acto Institucional N.º 9, que topeó jubilaciones e intentó paliativos ineficaces en el largo plazo. La necesidad de reformar el sistema desde el punto de vista de su financiación, se hacía cada vez más imperiosa; y se hizo grave una vez restaurada la democracia en 1985, con las jubilaciones más deprimidas que los salarios y varias personas que habían quedado sin ninguna cobertura. Incluso desde el punto de vista político y moral, es de hacerse notar, que los jubilados siempre han sido un sector muy sensible desde el punto de vista político-electoral.
Históricamente, el Banco de Previsión Social tuvo una tendencia crónica a estar desfinanciado, por la baja relación aportantes/jubilados y la ineficiencia administrativa. Desde 1990 como consecuencia del plebiscito popular que consagró una reforma constitucional de reajuste de pasividades, el BPS recibe asistencia financiera del Estado si no puede cubrir la brecha entre aportes recibidos y jubilaciones servidas.
Desde 1996 rige el Sistema Previsional Mixto, que entre otras cosas apunta a cambiar las ecuaciones de recaudación y pago; dicho régimen instauró el sistema de las Administradoras de fondos de ahorro previsional, encomendando al BPS la cobertura del tramo de solidaridad intergeneracional. En 2008, por primera vez en su historia, el ente registró superávit.

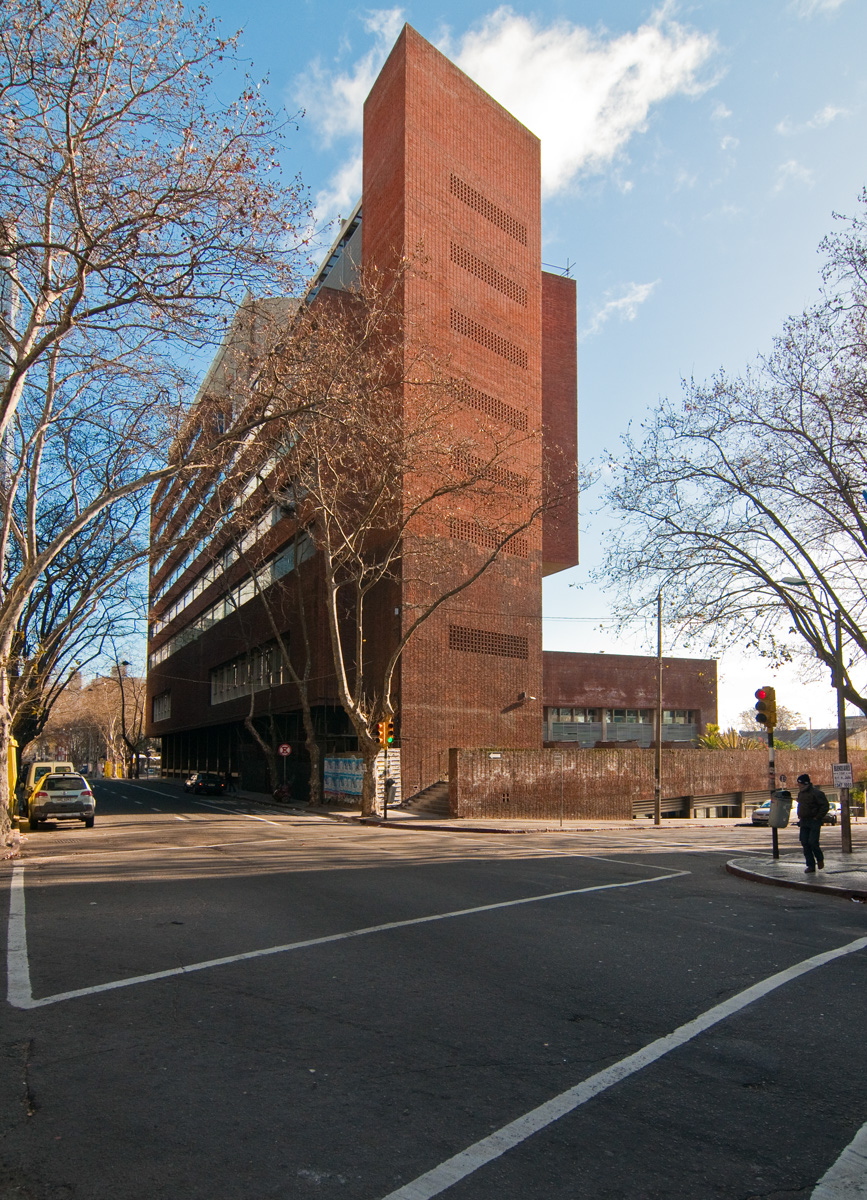
Edificio anexo del Banco de Previsión Social, sobre la calle Fernández Crespo

## Autoridades
El Directorio del Banco de Previsión Social se compone de siete miembros, cuatro de ellos designados directamente por el Poder Ejecutivo, y tres con carácter de representantes sociales elegidos mediante sufragio:
| Cargo          | Titular            | Nombramiento                   | Designación      |
| -------------- | ------------------ | ------------------------------ | ---------------- |
| Presidenta     | Jimena Pardo       | Presidente de la República     | Asamblea General |
| Vicepresidenta | Rosario Oiz        | Presidente de la República     | Asamblea General |
| Director       | Ariel Ferrari      | Presidente de la República     | Asamblea General |
| Director       | Ana Clara Bousses  | Presidente de la República     | Asamblea General |
| Director       | Eduardo Ramón Ruiz | Ciudadanía (mediante sufragio) | Corte Electoral  |
| Director       | José Pereyra       | Ciudadanía (mediante sufragio) | Corte Electoral  |
| Director       | Ariel Ferrari      | Ciudadanía (mediante sufragio) | Corte Electoral  |

Los representantes sociales son electos directamente por la ciudadanía. Según la Constitución de 1967, se celebran comicios en cada uno de los órdenes: activos, pasivos y empresarios. Este sistema tardó décadas en implementarse; durante el gobierno de Luis Alberto Lacalle se optó por un camino intermedio, los representantes de los empresarios y trabajadores fueron nombrados por el Poder Ejecutivo a partir de ternas presentadas por las cámaras empresariales y el PIT-CNT respectivamente, mientras que para los pasivos se organizó un acto electoral en el cual resultó elegido el veterano dirigente Luis Colotuzzo (el mismo permaneció ocho años en el Directorio).
Actualmente, se organizan elecciones para los tres órdenes sociales, fiscalizadas por la Corte Electoral. La votación es obligatoria; este sistema está siendo criticado como "un gasto superfluo de recursos".

## Actualidad
De cara a las elecciones de 2019, los candidatos discuten propuestas de reforma, si bien no se ha profundizado el alcance de las mismas. En 2021 se realizaron nuevas elecciones. 